# Tunnel Wambel
Der Tunnel Wambel in Dortmund wurde von 1988 bis 1991 erbaut. Er ist Teil der Bundesstraße 236 und führt unter dem Dortmunder Stadtteil Wambel hindurch. Die B 236 ist zwischen Lünen im Norden und dem südlichen Ende des Tunnels Berghofen in Berghofer Mark autobahnähnlich ausgebaut und bietet eine schnelle Verbindung zu den Autobahnen A1 und A2 und über die direkt angebundene B1 auch zu den Autobahnen A40 und A44.
Der Wambeler Tunnel wurde vom Landschaftsverband Westfalen-Lippe sowie vom Straßenbauamt Gelsenkirchen entworfen und vom Ingenieurbüro Thormählen & Peuckert geplant. Seine Gesamtlänge beträgt 1.420 Meter, die gesamte Breite 27 Meter. Es wurden 73.000 m³ Beton verbaut und der Bodenaushub betrug etwa 500.000 m³. Die Gesamtkosten wurden auf 59 Millionen DM beziffert.
Die Sicherheitsausstattung des Tunnels wurde von September 2012 bis Februar 2015 für 8,2 Millionen Euro auf den aktuellen Stand der Technik gebracht. So wurden die Beleuchtungs- und Belüftungsanlage, die verkehrstechnische Tunnelausstattung, die Videoüberwachung, die Lautsprecheranlage und die Löschwasserversorgung überarbeitet.

## ADAC-Tunneltest
Beim Tunneltest des ADAC im Mai 2006 schnitt der Tunnel Wambel mit der Note Ausreichend ab. Seitdem ist die Sicherheitstechnik des Tunnels umfangreich überarbeitet worden. Die Noten im Einzelnen:
- Tunnelsystem (Streckenverlauf, Tunnelbreite, Anzahl der Röhren) – Note: Sehr Gut
- Beleuchtung und Energieversorgung (Notstromversorgung, Energieeinspeisung) – Note: Sehr Gut
- Verkehr und Verkehrsüberwachung (Stauerfassung, Videoüberwachung) – Note: Mangelhaft
- Kommunikation (Lautsprecher, Tunnelfunk) – Note: Gut
- Flucht- und Rettungswege (Notausgänge, externer Zugang für Rettungskräfte) – Note: Sehr Gut
- Brandschutz (Feuerlöscher, Brandmeldesysteme, Anfahrtswege, Wasserversorgung) – Note: Sehr Gut
- Lüftung (Brandprogramme, Temperaturbeständigkeit der Lüftungseinrichtung) – Note: Ausreichend
- Notfallmanagement (Alarm- und Einsatzpläne, Notfallübungen, Wartung) – Note: Mangelhaft
- Gesamturteil: Ausreichend